# Otello Pighin
Otello Renato Pighin, nome di battaglia "Renato" (Lusia, 3 ottobre 1912 – Abano Terme, 9 gennaio 1945), è stato un ingegnere e partigiano italiano, medaglia d'oro al valor militare.

## Biografia

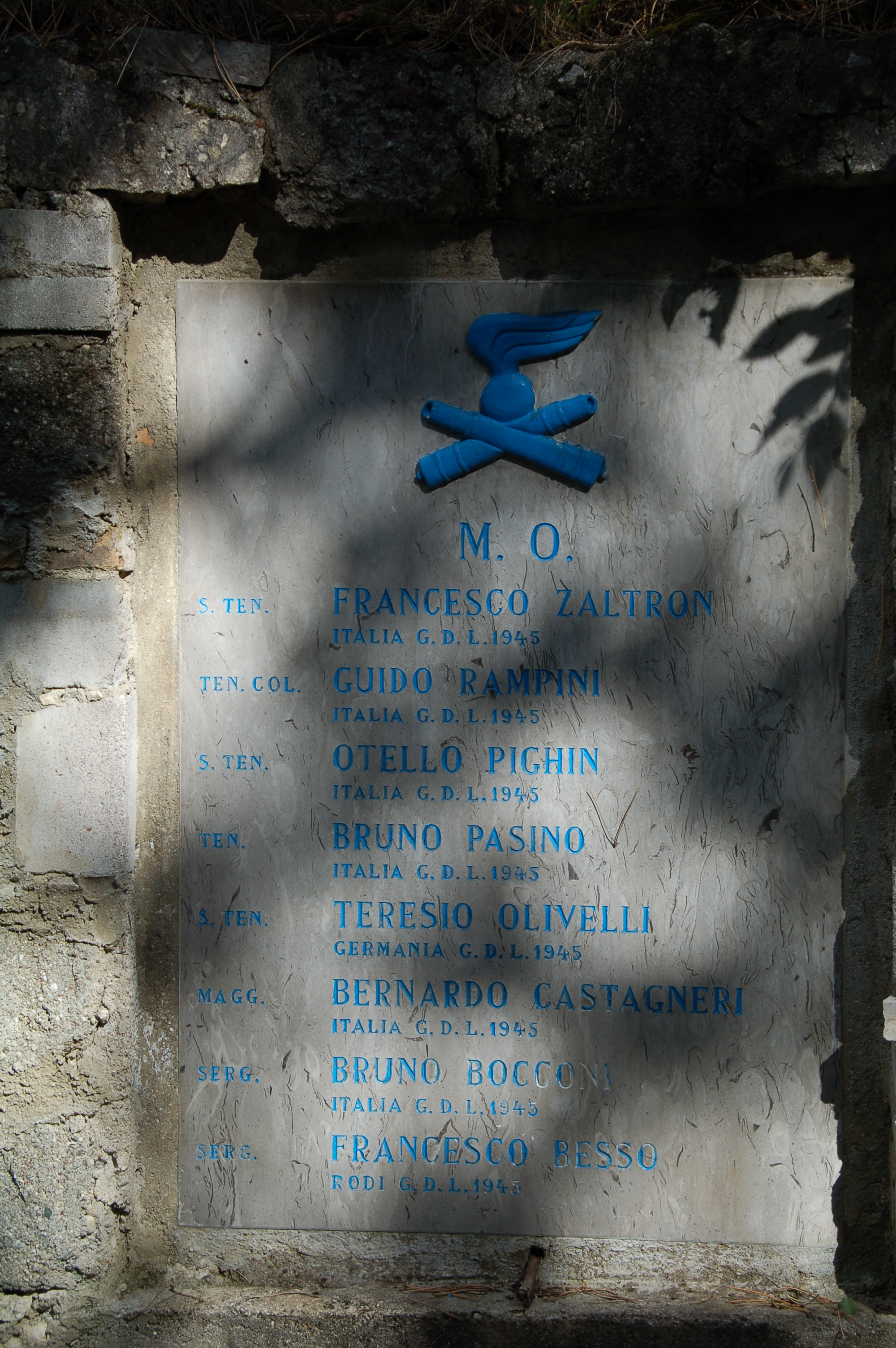
Lapide in memoria di Pighin e altri partigiani a Rovereto

Dopo la laurea, frequenta la scuola ufficiali viene inquadrato come tenente di artiglieria ed inviato in guerra in Grecia, si ammala e viene congedato, diventa assistente universitario. Politicamente vicino ed impegnato nel Partito d'Azione dopo l'Armistizio di Cassibile si impegna attivamente nella Resistenza veneta.
Al suo fianco si trova anche il professore del collegio Barbarigo e del Seminario Maggiore di Padova don Giovanni Apolloni, con il quale la collaborazione è quasi quotidiana. Don Apolloni di giorno con l'aiuto di un altro prete Francesco Frasson, amministratore del collegio Barbarigo ideava con Pighin le azioni dinamitarde, che creavano tensione, di notte collaborava con don Giovanni Nervo per ciclostilare quanto serviva per le brigate "Guido Negri".
La collaborazione dura fino al 7 gennaio quando Otello Pighin cade in una imboscata e viene ferito e catturato in via Rogati da Antonio Corradeschi, della banda Carità. Il 20 marzo anche il suo sostituto Corrado Lubian, cade in un tranello e viene ucciso.

## Onorificenze

### Riconoscimenti
- L'Università di Padova, gli ha intitolato una borsa di studio. Diverse sono le vie e le piazze a lui intitolate del padovano e rodigino.
- A lui è ispirato il film di Gianfranco de Bosio, Il terrorista del 1963.
- Una lapide a Rovereto lo ricorda insieme a Guido Rampini, Francesco Zaltron, Bruno Pasino, Teresio Olivelli, Bernardo Castagneri, Bruno Bocconi e Francesco Besso.